# De Tomaso Longchamp
La De Tomaso Longchamp est une automobile sportive construite entre 1972 - 1989 par le constructeur italien De Tomaso. Elle a été fabriquée à 395 exemplaires en versions coupé 2 portes et GTS et à 14 exemplaires en version cabriolet 2 portes et cabriolet GTS.

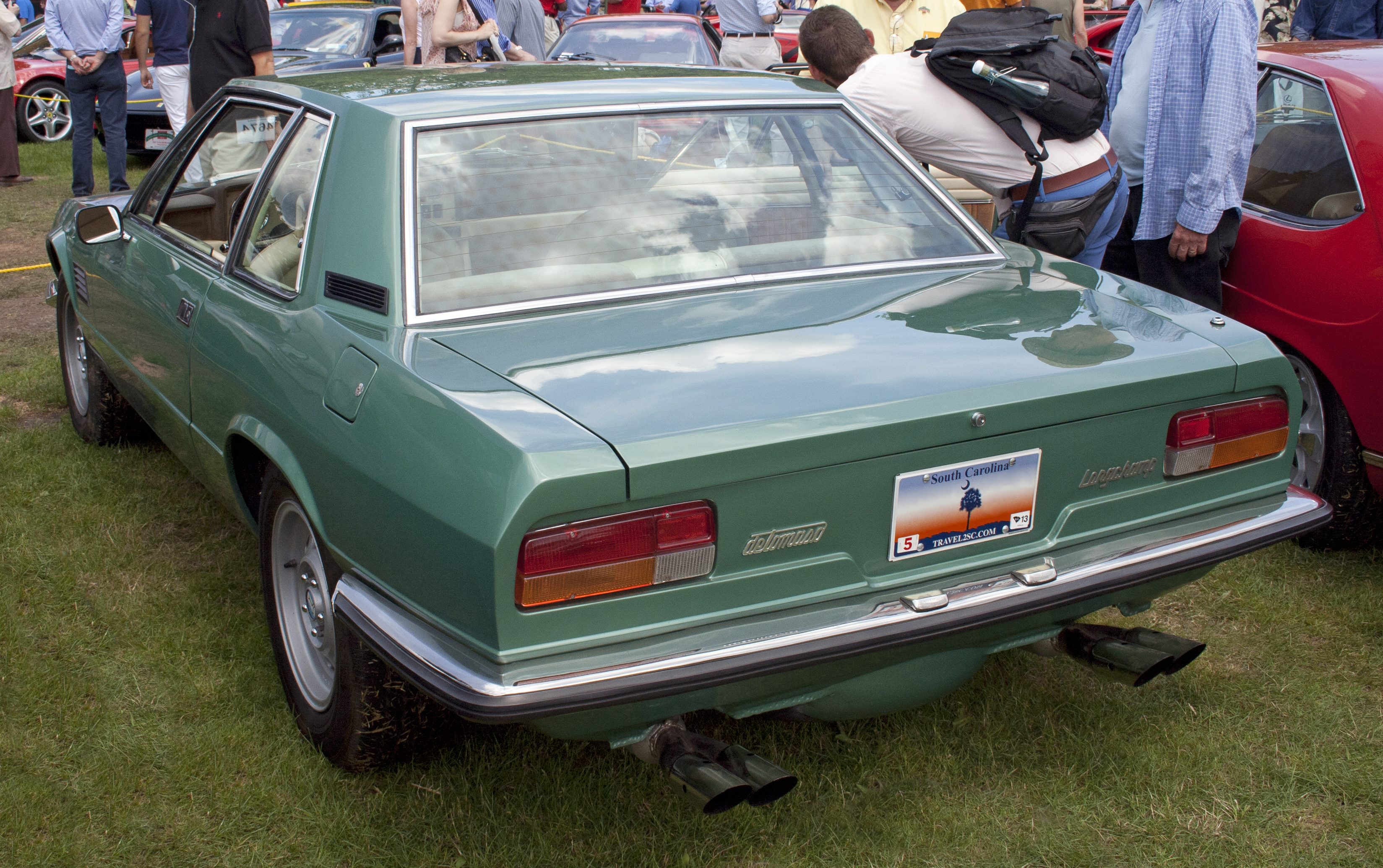
1974 Longchamp